# Manfred Boni
Manfred Boni (* 8. Juni 1947 in Düsseldorf) ist ein deutscher Soziologe und Bibliothekar.

## Leben und Wirken
Manfred Boni studierte Sozialwissenschaften und legte 1973 die Prüfung als Diplom-Soziologe ab. Im Jahre 1976 promovierte er an der Philipps-Universität Marburg. Von 1976 bis 1977 hielt er sich mit einem Forschungsstipendium am Europäischen Hochschulinstitut Florenz auf. Als Bibliotheksreferendar an der Staats- und Universitätsbibliothek Bremen trat er 1977 in die Ausbildung für den höheren Bibliotheksdienst und absolvierte 1979 die Fachprüfung hierfür am Bibliothekar-Lehrinstitut des Landes Nordrhein-Westfalen in Köln. Von 1979 bis 2012 war er als wissenschaftlicher Bibliothekar an der Universitätsbibliothek Wuppertal tätig, wo er 1989 zum Bibliotheksdirektor ernannt wurde. Er leitete dort das Dezernat „Interne Dienste“ und war stellvertretender Direktor der UB Wuppertal. Außerdem wirkte er als Lehrbeauftragter im Fachbereich Wirtschafts- und Sozialwissenschaften an der Bergischen Universität Wuppertal. 

## Schriften
- Freizügigkeit und Integration. Struktur und integrationspolitische Bedeutung der Arbeitsmarktverflechtung zwischen den Mitgliedstaaten der Europäischen Wirtschaftsgemeinschaft (= Europäische Hochschulschriften, Reihe 22, Bd. 20). Lang, Frankfurt/M. 1976, ISBN 3-261-02122-5 (Dissertation Universität Marburg).
- Der innergemeinschaftliche Arbeitskräfteaustausch. In: Frank Deppe (Hrsg.): Arbeiterbewegung und westeuropäische Integration. Pahl-Rugenstein, Köln 1976, S. 142–181, ISBN 3-7609-0155-7.
- "Historischer Kompromiss" oder "Strategie der Spannung"? Die Krise an den Hochschulen und die jüngste politische Entwicklung in Italien. In: Blätter für deutsche und internationale Politik, Bd. 22 (1977), S. 810–831.
- (mit Birgit Geissler): Die italienischen Gewerkschaften, der Historische Kompromiss und die Krise des Landes. In: Blätter für deutsche und internationale Politik, Bd. 22 (1977), S. 1476–1490.
- (Mitautor): Forschungsdefizite in den Bereichen Arbeitsmarkttheorie, betriebliche und überbetriebliche Arbeitsmarktpolitik. Berichte. Universität Bielefeld 1979.
- Verfahren zur Bestandsrevision in wissenschaftlichen Bibliotheken der Bundesrepublik Deutschland. Bibliothekar-Lehrinstitut des Landes Nordrhein-Westfalen, Köln 1979.
- Von den Gewerkschaften des Herbstes zum Herbst der Gewerkschaften. Italien am Anfang der 80er Jahre. Verlag Arbeiterbewegung und Gesellschaftswissenschaften, Marburg 1983, ISBN 3-921630-34-7.
- Produktivität und Arbeitslosigkeit. Die Marxsche Akkumulationstheorie und die Arbeitsmarktforschung (= Europäische Hochschulschriften, Reihe 22, Bd. 82). Lang, Frankfurt/M. 1984, ISBN 3-8204-5123-4.
- Datenbanken in Wirtschafts- und Sozialwissenschaften. Elektronische Fachinformation für Studium und Berufspraxis. Vahlen, München 1994, ISBN 3-8006-1828-1.
- Internet für Wirtschafts- und Sozialwissenschaftler. Vahlen, München 1996, ISBN 3-8006-2023-5.
- Informationen. Rohstoff wissenschaftlicher Arbeit. In: Erwin Dichtl (Hrsg.): Effizient studieren. Wirtschaftswissenschaften. 3. Aufl. Gabler, Wiesbaden 1997, S. 195–214, ISBN 3-409-33635-4.
- Gutes Geld für gute Wissenschaft? Über die Reform der Hochschulfinanzierung in Nordrhein-Westfalen. In: Paul Kellermann u. a. (Hrsg.): Zur Kritik europäischer Hochschulpolitik.  Forschung und Lehre unter Kuratel betriebswirtschaftlicher Denkmuster. Verlag für Sozialwissenschaftler, Wiesbaden 2009, S. 111–124, ISBN 978-3-531-16314-7.
- Analoges Geld für digitale Zeilen. Der Publikationsmarkt der Wissenschaft. In: Leviathan, Bd. 38 (2010), S. 293–312.
- Das bleierne Gesetz ungelesener Zeitschriftenartikel. In: Heinrich Parthey (Hrsg.): Forschung und Publikation in der Wissenschaft. wvb, Wissenschaftlicher Verlag, Berlin 2014, S. 93–112, ISBN 978-3-86573-779-3.